# Szeneb (herceg)
Szeneb (nevének jelentése: „egészséges”) ókori egyiptomi herceg volt a XIII. dinasztia idején, i. e. 1750 körül; III. Szobekhotep fáraó testvére.
Apja Montuhotep isteni atya volt, anyja Iuhetibu. Szeneb és fivére, Hakau annak ellenére viselték „a király fia” tiszteletbeli címet, hogy apjuk nem volt fáraó, csak a fivérük. Egy, a Szehel-szigeten talált oltár említi családtagjaival – szüleivel, két fivérével, anyai féltestvérével, Reniszenebbel, valamint Szobekhotep fáraó két feleségével –, valamint egy, a Vádi el-Holban talált sztélé szintén velük és Szobekhotep két lányával. Emellett egy sztéléje ismert, amely ma a Bécsi Szépművészeti Múzeumban található (ÄS 135), erről ismert felesége, Nebtit, valamint két fia – Szobekhotep, a kapu elöljárója és Montuhotep, a kutyatartók segédje –, és két lánya, Iuhetibu és Henut.